# Аргес, Брайан
Бра́йан Джо́шуа А́ргес (англ. Bryan Joshua Arguez; 13 января 1989, Майами) — американский футболист, полузащитник.

## Карьера
В 2007 году был выбран одиннадцатым в первом раунде драфта клубом «Ди Си Юнайтед».
25 января 2008 года подписал контракт с «Гертой». Сумма контракта составила 200 тысяч евро. Первый матч сыграл 2 февраля 2008 года против «Айнтрахта». Матч закончился поражением берлинцев со счётом 0:3, Аргес на 62-й минуте заменил Гойко Качара.
3 августа 2009 года был на просмотре в бельгийском «Шарлеруа», но клубу оказался не нужен. Потом Брайан уже сам отклонил предложение «Франкфурта». До января 2010 года оставался игроком «Герты». Позже принял предложение американского клуба «Майами», который сразу же после подписания контракта отправил его в аренду в португальский клуб «Эшторил-Прая», в котором он не провёл ни одного матча. В апреле Брайан вернулся в США.
24 ноября 2011 года подписал контракт с новым клубом MLS «Монреаль Импакт». Проведя четыре матча за резервный состав и один — за молодёжный, 9 июля 2012 года был оправлен в аренду в клуб Североамериканской футбольной лиги «Эдмонтон». По окончании сезона 2012 покинул «Монреаль Импакт».
В начале 2013 года присоединился к клубу Североамериканской футбольной лиги «Миннесота Юнайтед».
Летом 2013 года перешёл в «Каролина Рэйлхокс».
27 июня 2016 года вернулся в «Форт-Лодердейл Страйкерс».
15 декабря 2016 года подписал контракт с клубом «Питтсбург Риверхаундс» из USL. Однако, перед началом сезона 2017 покинул клуб по взаимному согласию сторон.
В начале 2019 года стал игроком клуба «Лас-Вегас Лайтс».